# Thou (gruppo musicale)
I Thou sono un gruppo musicale sludge metal statunitense formatosi a Baton Rouge nel 2005.

## Storia del gruppo
Il gruppo è formato dai chitarristi Andy Gibbs e Matthew Thudium, dal bassista Mitch Wells e dal batterista Terry Gulino. Nel 2007 venne pubblicato il loro primo album in studio, Tyrant, in seguito all'entrata del cantante Bryan Funck, seguito nel 2008 dal secondo album Peasant e da EP, come Malfeasance-Retribution (2008), The Retaliation of the Immutable Force of Nature (2008), Through the Empires of Eternal Void (2009) e Baton Rouge, You Have Much to Answer For (2010). Nel 2010 venne pubblicato il loro terzo album in studio Summit.
Nel 2014 venne pubblicato il quarto album in studio Heathen, acclamato dalla critica. e nominato miglior album del 2014 da Pitchfork. Il gruppo è andato in tour con i The Body, coi quali hanno anche collaborato all'incisione dell'album, You, Whom I Have Always Hated.

## Stile musicale
Lo stile musicale dei Thou è stato associato al doom metal, stoner metal e sludge metal. Secondo Gregory Heaney di AllMusic "il suono della band fonde l'opprimente pesantezza del doom con l'atmosfera opprimente del black metal, dando alla band un suono monolitico che a volte risulta inevitabile".

## Formazione
Attuale
- Bryan Funck – voce (2007–presente)
- Andy Gibbs – chitarra (2005–presente)
- Matthew Thudium – chitarra (2005–presente)
- Mitch Wells – basso (2005–presente)
- Tyler Coburn – batteria (2018–presente)
- KC Stafford – batteria, chitarra, voce (2018–presente)

Ex componenti
- Terry Gulino – batteria (2005–2010)
- Josh Nee – batteria (2010–2018)

## Discografia
Album in studio
- 2007 - Tyrant
- 2008 - Peasant
- 2010 - Summit
- 2014 - Heathen
- 2018 - Magus

Raccolte
- 2010 - Oakland
- 2010 - Rendon
- 2014 - Ceremonies of Humiliation
- 2014 - Algiers
- 2019 - Ceremonies of Consolidation
- 2019 - Ceremonies of Repetition
- 2020 - Blessings of the Highest Order
- 2020 - A Primer of Holy Words

Demo
- 2005 - Call No Man Happy Until He Is Dead
- 2007 - Demo

EP
- 2008 - Malfeasance-Retribution
- 2008 - To Carry a Stone
- 2008 - The Retaliation of the Immutable Force of Nature
- 2009 - Through the Empires of Eternal Void
- 2010 - Baton Rouge, You Have Much to Answer For
- 2011 - Big City
- 2011 - To the Chaos Wizard Youth
- 2011 - The Archer & The Owle
- 2014 - The Sacrifice
- 2015 - Only You Deserve Conceit
- 2018 - The House Primordial
- 2018 - Inconsolable
- 2018 - Rhea Sylvia